# Serino
Serino è un comune italiano di 6 679 abitanti della provincia di Avellino in Campania.

## Geografia fisica
Situato a un'altitudine media di 416 m s.l.m., il comune fa parte della comunità montana Terminio Cervialto.
È attraversato dai torrenti Vallone delle Barre e Ferrarese, che non superano i 2 km. Fa eccezione il fiume Sabato, lungo 45 km.

### Sismologia
Il territorio comunale di Serino è parte del distretto sismico dell'Irpinia. In occasione del terremoto del 1980 vi furono, nel solo comune di Serino, 10 morti, 33 feriti e 1060 senzatetto.
- Classificazione sismica: zona 2 (sismicità media)[5]

## Origini del nome
Secondo Francesco Scandone, storico dei comuni dell'Irpinia, il nome di Serino ha antichissime origini e deriverebbe dall’antico osco "sarino" che vuol dire "chiaro". L'appellativo veniva dato alle sorgenti d'acqua purissima che facevano singolare contrasto con il corso limaccioso del Sabato.
Filippo Masucci, altro storico di Serino, diverge da questa etimologia ritenendo che Serino sia da collegare all'aggettivo "sereno" con riferimento alla limpidezza del suo cielo. Ma è molto più probabile che il nome Serino derivi da "sierra" intendendo con questo termine (derivante dal latino "sero" cioè "chiudo, serro") una chiostra, una chiusura, come quelle di Verteglia di Campolaspierto sulla strada che da Serino porta al monte Terminio (il monte prende il nome dal dio romano al quale era consacrato, perché faceva da confine, da termine tra due province dell'impero).

## Storia

### Simboli
Lo stemma comunale si può blasonare d'azzurro, alla sirena, vista di tre quarti, con la coda in spire, con il viso verso sinistra, tenente nella mano sinistra un ramoscello d'olivo, di verde, posto in palo. Il gonfalone è un drappo rettangolare di verde.

## Monumenti e luoghi di interesse
- Acquedotto romano del Serino

## Società

### Evoluzione demografica
Abitanti censiti

### Lingue e dialetti
Accanto alla lingua italiana, nel territorio comunale di Serino è in uso il dialetto irpino.

## Geografia antropica
Il comune di Serino è, per superficie territoriale, il tredicesimo dei comuni più estesi della provincia di Avellino, suddiviso in 24 frazioni: San Giuseppe, San Biagio, Strada, Grimaldi, San Sossio, Troiani, Guanni, Casancino, Rivottoli, San Gaetano, Fontanelle, Laurano, Sala, Doganavecchia, Raiano, San Giacomo, Ponte, Ferrari, Cretazzo, Pescarole, Stazione, Canale, Toppole e Ogliara.

## Economia
L'economia serinese è basata sulla trasformazione di prodotti alimentari e sulla filiera della nocciola e della castagna, con raccolta, trasformazione e distribuzione. Dagli inizi del XXI secolo la presenza di un insetto infestante (cinipide del castagno) ha però provocato una grave crisi del comparto castanicolo.

## Amministrazione

### Sindaci
| Periodo | Periodo   | Primo cittadino   | Partito                         | Carica                    | Note |
| ------- | --------- | ----------------- | ------------------------------- | ------------------------- | ---- |
| 1993    | 1997      | Carlo Di Donato   | Democrazia Cristiana            | Sindaco                   |      |
| 1997    | 2001      | Armando Ingino    | centrodestra                    | Sindaco                   |      |
| 2001    | 2005      | Armando Ingino    | centro                          | Sindaco                   |      |
| 2005    | 2006      | Pasquale Trocchia |                                 | Commissario straordinario |      |
| 2006    | 2011      | Gaetano De Feo    | centrosinistra                  | Sindaco                   |      |
| 2011    | 2016      | Gaetano De Feo    | lista civica                    | Sindaco                   |      |
| 2016    | in carica | Vito Pelosi       | lista civica Serino bene comune | Sindaco                   |      |

### Gemellaggi
- Baia Mare, dal 2003[10]